# Birmanie
Myanmar
République de l'union du Myanmar
(my) ပြည်ထောင်စု သမ္မတ မြန်မာနိုင်ငံတော် 
(my) Pyidaungzu Thammada Myanma Naingngandaw 
La Birmanie ou le Myanmar (en birman courant ဗမာ = Bama, en birman formel မြန်မာ = Myanmâ /mjænˈmɑ/), en forme longue : république de l'union de Birmanie, ou république de l’union du Myanmar, (en birman : Pyidaungzu Thammada Myanma Naingngandaw) , est un pays d'Asie du Sud-Est continentale ayant une frontière commune avec la Chine au nord-nord-est, le Laos à l'est, la Thaïlande au sud-sud-est, le Bangladesh à l'ouest et l'Inde au nord-nord-ouest. La partie méridionale a une façade sur la mer d'Andaman orientée vers le sud et l'ouest et la partie septentrionale s'ouvre sur le golfe du Bengale à l'ouest-sud-ouest, avec environ 2 000 kilomètres de côtes au total.
Parmi les premières civilisations établies sur le sol du pays moderne sont les cités-États Pyu en Haute-Birmanie et les Royaumes môns en Basse-Birmanie. Au IXe siècle, les Birmans s'y installent et deviennent le groupe culturel dominant en fondant le royaume de Pagan. Le royaume chute au XIIIe siècle en raison des invasions mongoles et se désintègre en plusieurs États combattants avant d'être réunifiés par la dynastie Taungû au XVIe siècle. Son successeur, la dynastie Konbaung tombe sous la domination de la Compagnie britannique des Indes orientales au XIXe siècle à l'issue des trois guerres anglo-birmanes et est intégrée au Raj britannique avant de devenir une colonie britannique distincte en 1937. Après une brève occupation japonaise au cours de la Seconde Guerre mondiale, le pays obtient son indépendance en 1948.
Le pays connaît depuis 1962 une série de dictatures militaires. De 1988 à 2011, la Birmanie est dirigée par le Conseil d'État pour la paix et le développement. Cette junte laisse officiellement la place en 2011 à un pouvoir civil dirigé par l'un de ses anciens membres, mais le poids de la hiérarchie militaire reste prépondérant dans les faits. La relative libéralisation du pays qui s'est confirmée depuis conduit l'Union européenne et les États-Unis à suspendre ou lever en avril et septembre 2012 l'embargo qu'ils imposaient au pays depuis les années 1990, exception faite des ventes d'armes.
À la suite de la victoire de son parti, la Ligue nationale pour la démocratie (LND) aux élections de novembre 2015, un proche d'Aung San Suu Kyi, Htin Kyaw, devient président de la Birmanie le 15 mars 2016, alors qu'elle-même accède le 6 avril au poste de « ministre du conseil d'État », équivalent de Premier ministre. Toutefois 25 % des sièges des députés sont occupés par des militaires non élus. Le 28 mars 2018, Win Myint devient le nouveau président, après la démission de Htin Kyaw pour raisons de santé.
Le 1er février 2021, moins de trois mois après les élections de novembre 2020 ayant reconduit la LND, Aung San Suu Kyi est arrêtée par l'armée qui mène un coup d'État et déclare l'état d'urgence pour un an. Plusieurs hauts représentants de la Ligue nationale pour la démocratie sont également interpellés. Les militaires nomment le général Myint Swe président par intérim. La communauté internationale ne reconnait pas la junte militaire au pouvoir.
En français, « Birmans » qualifie tous les citoyens du pays (en anglais : Burmese), qu'ils soient ethniquement issus de l'ancien royaume de Birmanie (en anglais : Burma) ou des territoires rattachés à celui-ci par l’occupant britannique.

## Dénomination
Le pays devient indépendant du Royaume-Uni le 4 janvier 1948 avec pour nom officiel en anglais Burma, en forme longue Union of Burma. Aujourd'hui, son nom officiel en birman est myanma () écrit « Myanmar » dans une transcription trompeuse pour un francophone. Ce terme, dont la première trace remonte au roi Kyanzittha en 1102, fait référence aux « premiers habitants du monde ». L'anglais Burma et le français « Birmanie » viennent de « Bama » (), le nom de l'ethnie majoritaire birmane. Par extrapolation, les Birmans ont appliqué ce terme à l'ensemble des habitants de leur pays ; aussi « Myanmar » est-il littéraire, alors que « Bama » ou « Bamar » relève de la langue orale. De nos jours, le mot « Birmans » englobe l'ensemble des populations vivant en Birmanie. Plus exactement, « Myan Ma » signifierait le pays merveilleux créé par ces « esprits-habitants mythiques » (« Bya Ma »). Avec cette dénomination et l'usage du mot « union », le caractère multi-ethnique de l'État est souligné.
Le pays devient la république socialiste de l'union de Birmanie le 4 janvier 1974, avant de redevenir l'union de Birmanie le 23 septembre 1988. 
Le 18 juin 1989, le nom officiel en anglais est changé en Union of Myanmar (« union du Myanmar ») par le pouvoir dictatorial des généraux mais ce changement controversé n'est pas reconnu par l'opposition politique et plusieurs pays anglophones, ni par un voisin comme la Thaïlande. Le 21 octobre 2010, la junte militaire change le nom du pays en anglais en Republic of the Union of Myanmar (« république de l'union du Myanmar »), ainsi que le drapeau et l'hymne national.
Le nom « Myanmar » est officiellement utilisé par l'ONU,,, et des pays francophones comme la Belgique, la Suisse, et le Canada, tandis que la France et la Suisse Romande utilise toujours le nom « Birmanie »,. En 2025, le dictionnaire français Le Petit Robert ne reconnaît aucune terminologie sur la racine « Myanmar », et réfère exclusivement la terminologie « Birmanie », « birman », et « birmane ».
En français, l'usage du mot « Birmanie » est donc numériquement majoritaire, avec les adjectifs dérivés de ce mot : « birman », « birmane ». Au niveau de la francophonie, l'usage des adjectifs « myanmarais » et « myanmaraise » est rarissime,. Cela peut conduire à un usage mixte, désignant le pays « Myanmar » et les habitants « Birmans » dans une même phrase comme rapportée dans la presse Belge francophone lors du tremblement de terre de 2025.
Depuis 2012, la presse internationale reste divisée sur l'appellation à utiliser:
- les agences comme AFP ou Reuters privilégiant « Myanmar »[35],
- Le Monde et Der Spiegel privilégiant « Birmanie » ou « Burma »[35],[36],
- le Financial Times décide d'utiliser « Myanmar », arguant d'une plus grande respectabilité du gouvernement du pays[35].

Le choix de la terminologie est donc une volonté politique plus que sémantique. L'usage de la racine « Burma » est principalement argumenté par le caractère plus inclusif des minorités ethniques et une volonté politique de s'afranchir du régime illibéral et non-légitime. Il s'agit également d'une volonté affichée de soutien pour Aung San Suu Kyi et son parti, la Ligue nationale pour la démocratie, qui déclarent par la voix du porte-parole, Ohn Kyain : « Les militaires ont rebaptisé le pays contre la volonté du peuple. Nous continuerons pour notre part de l’appeler ‘Burma’ et nous ne reviendrons pas sur cette décision. » La junte interdit en effet à Aung San Suu Kyi de prononcer le mot « Birmanie » dans ses discours.

## Histoire

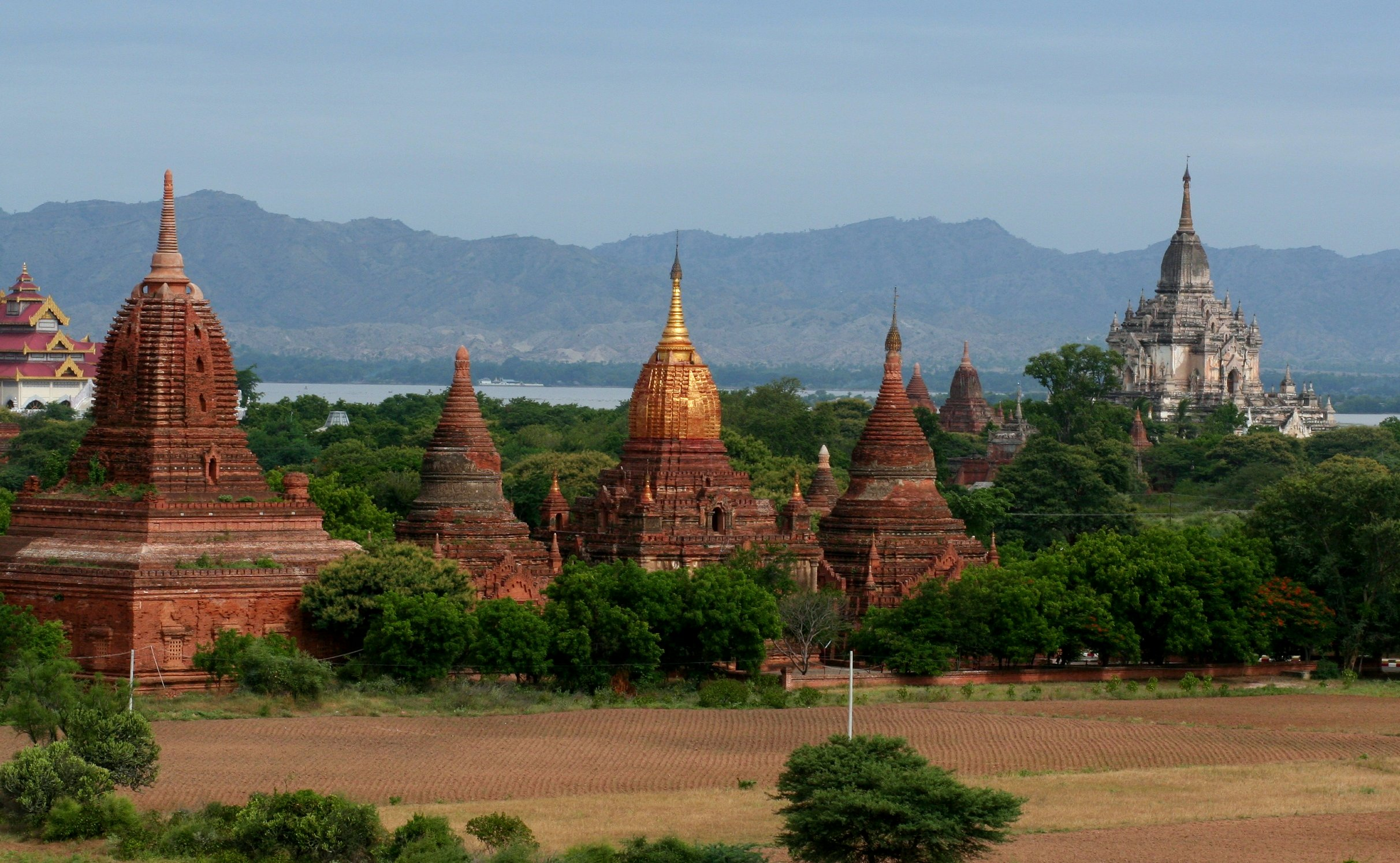
Vue de Bagan, capitale de la Birmanie de 1057 à 1287.

L'histoire de la Birmanie est ancienne et complexe. Elle se déroule à l'intérieur des frontières actuelles du pays, mais implique aussi les peuples des États voisins, sur les territoires actuels de la république populaire de Chine, de l'Inde et du Bangladesh, du Laos et de la Thaïlande, et plus tard les puissances coloniales : Portugal, France et surtout Royaume-Uni.
Des arguments archéologiques montrent que l'Homo erectus vivait dans la région dénommée actuellement Birmanie il y a 400 000 ans. La première preuve de la présence d'Homo sapiens est datée d'environ 11 000 av. J.-C., à l'Âge de la pierre dans le cadre de la culture appelée Anyathian marquée par la découverte d'outils de pierre dans le centre de la Birmanie.
Les preuves de la domestication des plantes et des animaux au Néolithique et l'utilisation d'outils en pierres polies entre 10 000 et 6 000 av. J.-C. ont été découvertes avec des peintures murales dans des grottes près de la ville de Taunggyi. L'âge du bronze arriva aux alentours de 1500 av. J.-C. quand les peuples de la région transformèrent le cuivre en bronze, avec la culture du riz et la domestication des volailles et du cochon ; ils furent parmi les premiers peuples du monde à le faire. L'Âge du fer commença vers 500 av. J.-C. avec l'émergence du travail du fer et l'installation de royaumes dans la partie sud constituant actuellement Mandalay.
L'occupation humaine de la région remonte donc au moins à 11 000 ans. La première civilisation connue est celle des Môns, arrivés dans la région vers le IIIe millénaire av. J.-C. Mélangeant leur culture et celle de l'Inde, ils dominent le sud du pays du VIe jusque vers le milieu du IXe siècle (culture de Dvâravatî). C'est de cette époque que datent les débuts du bouddhisme en Birmanie. Les Indiens leur communiquèrent leur écriture et le sanskrit ainsi que le pali.

Les Môns sont refoulés vers le sud par les Pyus, descendus du nord vers le VIIe siècle, qui établissent plusieurs cités-États dans le centre du pays. Durant cette période, la Birmanie est sur la route commerciale entre la Chine et l'Inde. Le saccage de la capitale des Pyus par le royaume de Nanzhao au milieu du IXe siècle, marque la fin de leur domination.

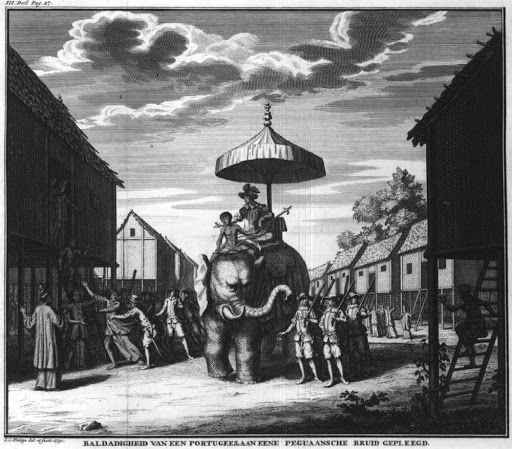
Gouverneur portugais de Birmanie dans une gravure du XVIIe siècle.

Les Birmans commencent également à s'infiltrer dans la région. En 849, ils prennent le relais des Pyus en fondant un royaume puissant, centré autour de la ville de Pagan (ou Bagan). Un de leurs rois, Anawrahta (1044-1077), unifie la Birmanie et fonde le premier Empire birman (royaume de Pagan) en 1057. Ses successeurs consolident le royaume : au milieu du XIIe siècle, l'essentiel de l'Asie du Sud-Est continentale est sous la domination du royaume de Pagan ou de l'empire khmer. Le royaume de Pagan s'affaiblit lentement : il est finalement détruit par les Mongols en 1287. L'unité de la Birmanie se défait alors rapidement.
Durant deux siècles, la Birmanie est divisée entre les Birmans en Haute-Birmanie (royaume d'Ava) et les Môns en Basse-Birmanie (royaume de Pégou). C'est une période de relative stabilité et d'épanouissement intellectuel et religieux.
En 1535, le roi Tabinshwehti réunifie la Birmanie et fonde le deuxième Empire birman (dynastie Taungû, 1535-1752). Cet empire est presque constamment en guerre contre le royaume d'Ayutthaya, dans l'actuelle Thaïlande. Face à des révoltes et des incursions portugaises, la dynastie Taungû se replie sur la Birmanie centrale. 
Au milieu du XVIe siècle, le roi Tabinshwehti, originaire d'une province du sud, et son fils réussirent, avec l'aide des Portugais, à réunifier le pays. À partir de 1599, le royaume de Pegu passe sous la gestion de l'Empire portugais d'Orient.
réunifie à nouveau le pays en 1613 et repousse définitivement les tentatives de conquête portugaise. Mais la révolte des Môns du sud du pays, encouragée par les Français d'Inde, affaiblit le royaume qui s'effondre finalement en 1752.
Le troisième Empire birman est fondé presque immédiatement par le roi Alaungpaya. La dynastie Konbaung (1752-1885) mène une politique expansionniste, lançant des campagnes contre Manipur, l'Arakan, l'Assam et le royaume d'Ayutthaya, auquel l'Empire birman arrache le Tenasserim.
Elle repousse aussi des incursions de la dynastie Qing et affermit son contrôle sur les régions limitrophes avec la Chine. La Birmanie lui doit ses frontières actuelles.

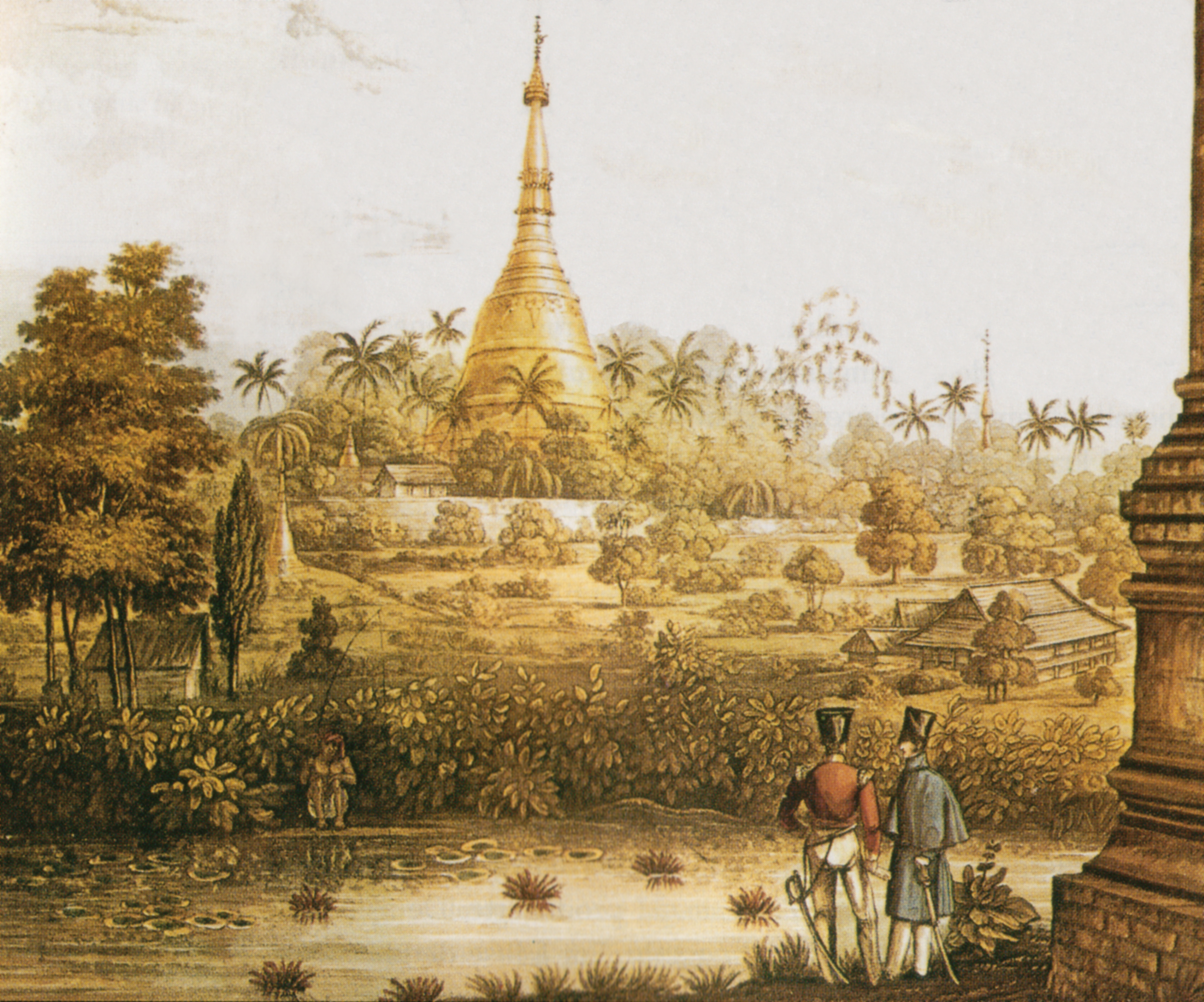
Lithographie britannique de 1825 : la pagode Shwedagon de Rangoun, durant la première guerre anglo-birmane.

Cependant la conquête de l'Assam en 1824 met l'Empire birman face aux intérêts britanniques en Inde. La première des guerres anglo-birmanes (1824-1826) se termine par une victoire britannique et la Birmanie perd toutes ses conquêtes récentes par le traité de Yandabo. Les Britanniques, convoitant ses ressources naturelles et voulant s'assurer d'une route pour Singapour, provoquent ensuite une deuxième guerre anglo-birmane en 1852, qui leur permet d'annexer toute la Basse-Birmanie. En dépit des efforts du roi Mindon (1853-1878) pour moderniser le pays, celui-ci ne résiste pas à une troisième agression britannique : le 1er janvier 1886, la Reine Victoria reçoit la Birmanie comme cadeau de nouvel an.
Le pays entre dans le Raj britannique, puis constitue une colonie britannique distincte à partir de 1937. Envahie par le Japon au début 1942, la Birmanie est jusqu'en 1945 le théâtre de combats entre Alliés et Japonais. L'homme politique indépendantiste Ba Maw dirige un gouvernement pro-japonais entre août 1943 et mars 1945.
Après la fin de la Seconde Guerre mondiale, la voie est tracée vers l'indépendance, sous la conduite du général Aung San. En dépit de l'assassinat de ce dernier le 19 juillet 1947, le pays devient indépendant et quitte le Commonwealth le 4 janvier 1948 ; le premier ministre U Nu instaure une démocratie parlementaire.
Des insurrections se déclarent rapidement, soutenues par le Parti communiste chinois, mais la situation reste à peu près sous contrôle jusqu'au coup d'État militaire du général Ne Win en 1962. Celui-ci dirige le pays d'une main de fer pendant vingt-six ans, introduisant des réformes socialistes, tout en restant dans le camp des non-alignés.
En 1988, un important mouvement de protestation populaire permet à un groupe de généraux de renverser Ne Win en septembre et d'établir une nouvelle junte militaire, le Conseil d'État pour la restauration de la Loi et de l'Ordre. En 1990, ils organisent des élections libres, remportées à plus de 80 % par la Ligue nationale pour la démocratie d'Aung San Suu Kyi, fille d'Aung San et futur prix Nobel de la paix (1991). Les élections sont annulées et Aung San Suu Kyi, assignée à résidence.
En 1995, la Birmanie devient membre de l'Organisation mondiale du commerce et en 1997 de l'Association des nations de l'Asie du Sud-Est (ASEAN).
Le pouvoir est alors partagé entre le président Than Shwe et Maung Aye, chef des armées, qui ont réussi en 2004 à évincer leur rival Khin Nyunt, chef des services de renseignement des armées. Le 7 novembre 2005, la capitale est transférée de Rangoun dans une nouvelle ville « plus sûre », Naypyidaw, dans le centre du pays.
La junte résiste ensuite aux graves évènements de septembre 2007 (probablement plusieurs centaines de tués) et à la catastrophe provoquée par le cyclone Nargis en mai 2008 (plus de 130 000 morts et un million de sinistrés), mais Aung San Suu Kyi est finalement libérée le 13 novembre 2010 et le nouveau président Thein Sein, élu officiellement le 30 mars 2011 engage une politique d'ouverture et de libéralisation. Les années suivantes ont été néanmoins marquées par de graves incidents dans les provinces, notamment en Arakan où les Rohingyas, de religion musulmane, se voient toujours refuser la nationalité birmane et sont victimes de graves persécutions longtemps passées sous silence par la communauté internationale.
Cette répression est attisée par le mouvement 969, organisation bouddhiste ouvertement islamophobe mené par le moine Ashin Wirathu. D'autres rébellions ethniques existent comme celle des Wa largement soutenus par la Chine.
Aux élections législatives de novembre 2015, la Ligue nationale pour la démocratie (LND) d'Aung San Suu Kyi remporte une écrasante victoire sur le Parti de l'union, de la solidarité et du développement (USDP) du président Thein Sein, 60,3 % contre 4,9 % pour la Chambre Haute (Amyotha Hluttaw) et 58 % contre 6,8 % pour la Chambre basse (Pyithu Hluttaw), en place jusqu'à l'élection du futur président au début de 2016. Htin Kyaw, un proche d'Aung San Suu Kyi, succède à Thein Sein le 15 mars 2016 ; le premier président civil du pays après des années de dictature militaires. Elle-même devient le 6 avril « ministre du conseil d'État », nouvelle fonction qui s'apparente à un premier ministre. Tous deux entendent désormais poursuivre la transition démocratique pacifique. Toutefois, cette ambition est contrecarrée par la constitution de 2008, qui permet à l'Armée (Tatmadaw) de conserver un pouvoir politique considérable : les ministres de la défense, de l’intérieur et des affaires frontalières ainsi qu'un  des deux vice-présidents sont nommés par le chef d’état-major des armées et 25 % des sièges du Parlement sont réservés à ses membres, ce qui rend impossible toute modification de la constitution, puisque tout amendement nécessite plus de 75 % des votes de l’Assemblée Nationale. Le 28 mars 2018, Win Myint succède à Htin Kyaw qui démissionne pour raisons de santé. Win Mynt est un homme politique expérimenté, qui a présidé l'Assemblée nationale les deux années précédentes et s'est montré critique envers les positions de l'Armée.
Fin 2016, l'armée et police de Birmanie entament une répression sévère dans l'État d'Arakan, visant la population musulmane Rohingya, provoquant la mort de plusieurs dizaines de milliers de personnes et le déplacement de plus d'un million.
Les élections de novembre 2020 sont un triomphe pour la LND de Aung San Suu Ky qui dans l'ensemble des assemblées obtient 61 sièges de plus que pendant la législature précédente : 138 à la Chambre Haute (Amyotha Hluttaw, Chambre des Nationalités), 258  à la Chambre basse (Pyithu Hluttaw, Chambre des Représentants) et 501 aux Chambres des États (Pyi Ne) et des Régions (Taing Detha Gyi). Son principal adversaire, soutenu par l'armée, l'USDP, ne récolte que respectivement sept, 26 et 38 sièges. Ces résultats de la LND, en particulier dans les États (divisions non birmanes) sont tout à fait inattendus, compte tenu du maigre bilan du parti majoritaire  ; la majorité n'échappe à la LND que dans l'État d'Arakan où l'emporte le Parti national de l'Arakan. Cette victoire écrasante menace dangereusement le pouvoir de l'armée ; son commandant en chef, Min Aung Hlaing, dénonce des fraudes électorales, demande une vérification des listes  et un nouveau décompte des voix, ce que refuse la commission électorale.
Le lundi 1er février 2021, l'AFP informe qu'Aung San Suu Kyi et Win Myint ont été arrêtés par l'armée qui déclare l'état d'urgence pour un an. Plusieurs hauts représentants de la Ligue nationale pour la démocratie ainsi que des activistes, des intellectuels et des artistes ont également été interpellés, ce même jour. Myint Swe, vice-président, devenu président par intérim, transfère ses pouvoirs au général Min Aung Hlaing, commandant en chef des armées, qui promulgue un état d'urgence d'un an et promet à l'issue de cette période « la tenue d'élections générales libres et équitables et la mise en place une véritable démocratie multipartite ». Aung San Suu Kyi est actuellement assignée à résidence à Naypyidaw . Dès le lendemain un mouvement de désobéissance civile est lancé sur Facebook. Tout au long du mois de février ont lieu des manifestations de rue d'ampleur nationale et des grèves, lancées d'abord par le personnel de santé, suivis par des enseignants, puis touchant banques et fonctionnaires. Le 22 février une grève générale rassemble des centaines de milliers de personnes appelant au retour de la démocratie, et ce malgré les menaces de tirs meurtriers de l'armée qu'elle a commencé à mettre à exécution : deux personnes sont tuées par balles à Mandalay et plusieurs autres blessées le 20 février 2021 ; le 19 février une jeune femme de dix-neuf ans, Mya Thwe Khaing, est morte, grièvement blessée le 9 février à  Naypyidaw. Le recours par la police ou l'armée à des armes létales se généralise à partir de la fin février faisant chaque jour des victimes :  au moins 90 morts le 27 mars ; 80 le 9 avril dans la seule ville de Pégou.
Le 13 avril 2021, selon un groupe civil, au moins 710 personnes ont été tuées en Birmanie depuis la prise de pouvoir par les militaires en février.
Le Haut-Commissariat des Nations unies pour les droits de l'homme, Michelle Bachelet, a averti que la Birmanie se dirige vers un « conflit total » semblable à la guerre civile syrienne de 2011.
Le 31 janvier 2022, Nicholas Koumjian, à la tête du Mécanisme onusien d’enquête indépendant pour la Birmanie, déclare :
« Tragiquement, les informations reçues au cours de l’année dernière suggèrent que bien plus de mille personnes ont été tuées dans des circonstances pouvant être qualifiées de crimes contre l’humanité ou de crimes de guerre » .
Le 25 juillet 2022, les médias d'État annoncent sans préciser la date l'exécution de quatre personnes dont deux opposants, Kyaw Min Yu et Phyo Zeya Thaw, ce dernier fût élu député en 2015. La peine capitale n'avait plus été appliquée dans le pays depuis 1988.
Cependant, les différentes factions résistant au pouvoir central multiplient les actions de guerre et prennent peu à peu des portions du pays.

## Géographie

### Géographie physique

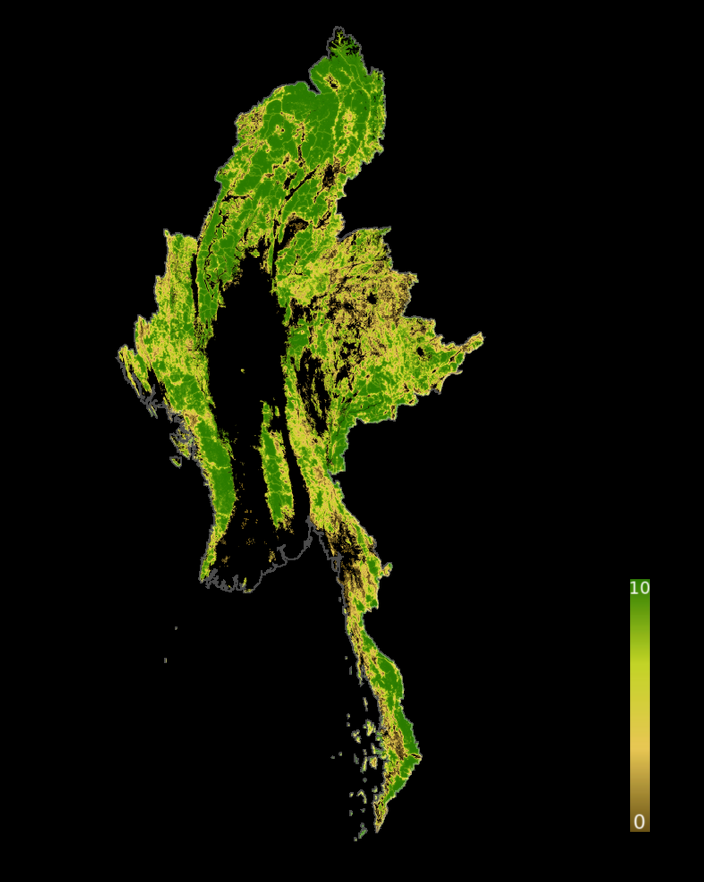
La Birmanie avait un score moyen de l'Indice d'intégrité du paysage forestier 2019 de 7,18, le classant 49e sur 172 pays.

La Birmanie partage ses 5 876 km de frontières terrestres avec la Chine (2 185 km), le Laos (235 km), la Thaïlande (1 800 km), le Bangladesh (193 km), et l'Inde (1 463 km).
C'est le plus vaste État d’Asie du Sud-Est continentale. Il est constitué d'une longue plaine centrale, où vit la majeure partie de la population et dont la partie la plus large ne dépasse pas 960 km. Cette plaine est bordée d'espaces montagneux, tels que la chaîne de l’Arakan, à l’ouest.
L’intérieur s’organise autour du bassin de Mandalay, où convergent l'Irrawaddy et le Chindwin, et d’où sort le Sittang. Cette région est connue sous le nom de Haute Birmanie, et elle constitue le cœur historique du pays. La région côtière (zone alluvionnaire du delta de l’Irrawaddy et plaine du Sittang), bordée de nombreuses îles, est appelée Basse Birmanie. Dans les régions périphériques, montagneuses, la forêt domine.
Le point le plus haut du pays est le Hkakabo Razi (à l'extrême nord du pays) qui culmine à 5 881 m, et le point le plus bas, la mer d'Andaman, à 0 m.

### Divisions administratives

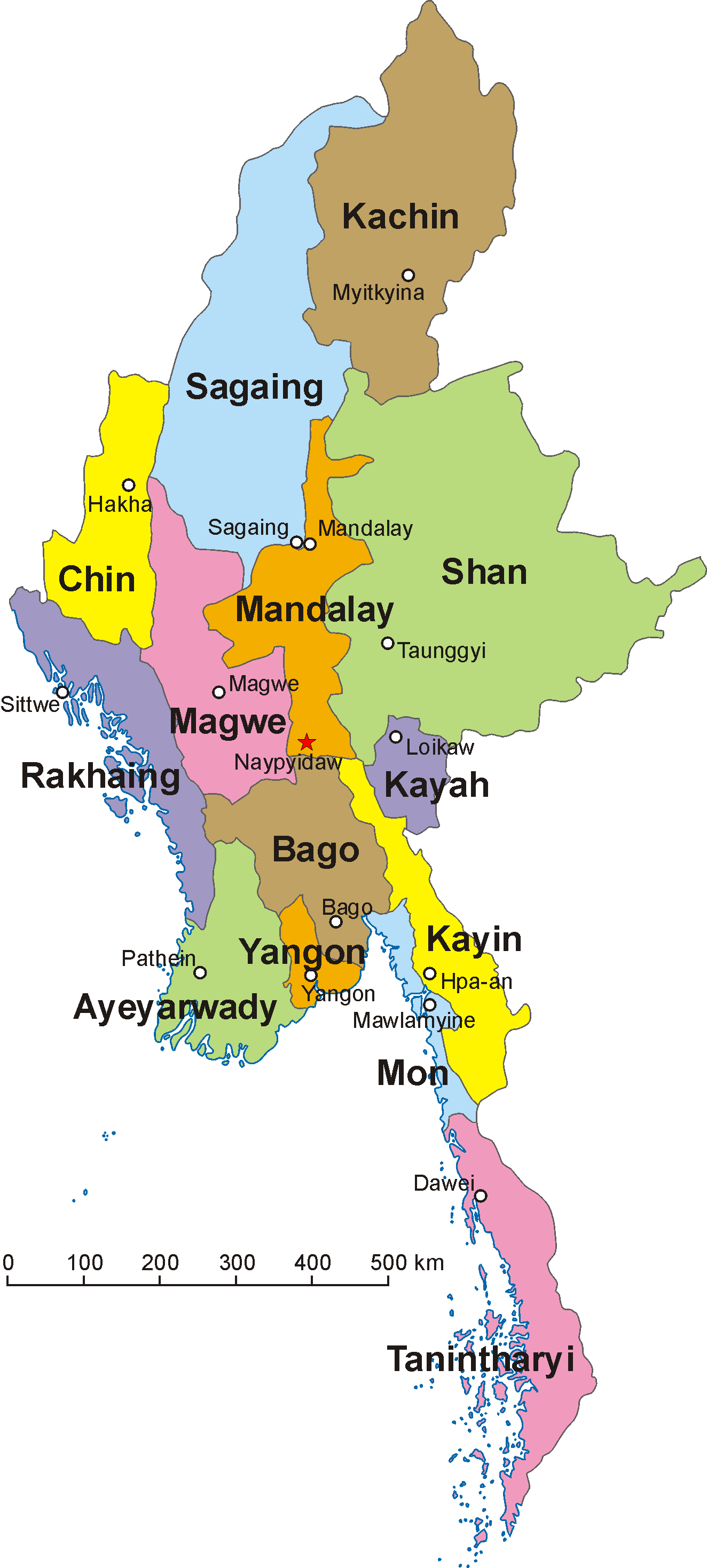
Les quatorze divisions administratives de la Birmanie et leurs capitales (États et régions).

La Birmanie est divisée en sept « régions » (hunkhu ou တိုင်းဒေသကြီး) et sept États (chiu ou ပြည်နယ်). Chaque État et chaque région se subdivise en communes, districts et villages. Les principales villes —  Rangoun, Mandalay et Pagan — sont divisées en communes.

#### Régions
Les sept régions forment ce que les Birmans appellent la « Birmanie proprement dite » (Burma proper en anglais), c'est-à-dire le pays des Birmans. Ce sont :
- la région d'Ayeyarwady (delta de l'Irrawaddy, capitale : Pathein) ;
- la région de Bago (capitale : Pégou) ;
- la région de Magway (capitale : Magwe) ;
- la région de Mandalay (capitale : Mandalay) ;
- la région de Sagaing (capitale : Sagaing) ;
- la région de Tanintharyi (Tenasserim, capitale : Tavoy) ;
- la région de Yangon (capitale : Rangoon).

#### États
Les sept États, eux, correspondent chacun à un des autres grands groupes ethniques qui peuplent la Birmanie. On a ainsi les États de
- Chin ;
- Kachin ;
- Karen ;
- Kayah ;
- Môn ;
- Rakhine (État d'Arakan) ;
- Shan.

Six zones auto-administrées, gérées par les populations allogènes[réf. nécessaire], existent également ; elles sont en majorité situées au sein de l'État shan.

## Vie politique

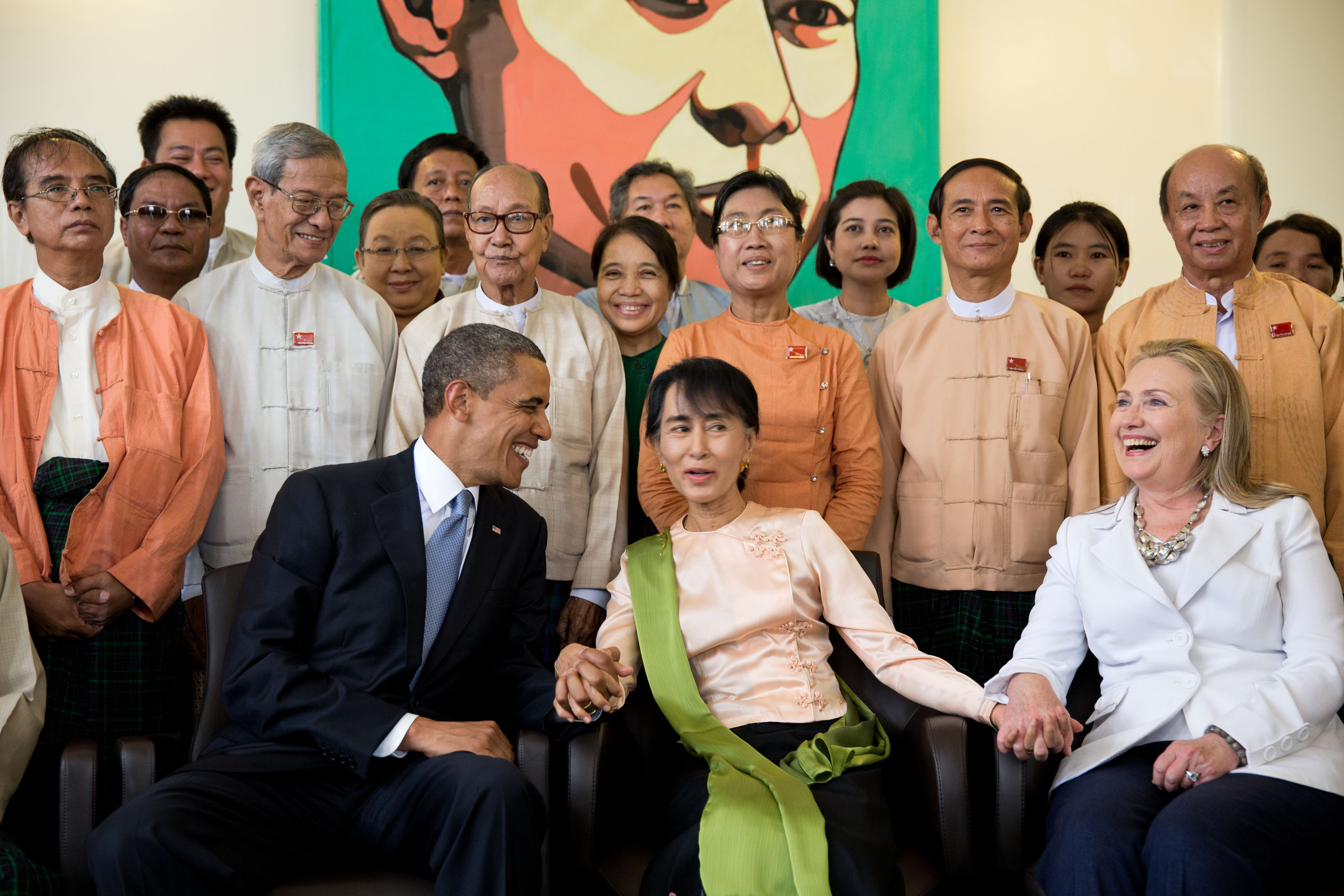
Barack Obama et Hillary Clinton en visite chez Aung San Suu Kyi en 2012.

### Autoritarisme et droits de l'homme
Régime autoritaire, la Birmanie a connu une dictature militaire marxiste après le coup d'État de 1962. Le régime a été dominé de 1962 à 1988 par Ne Win, qui a occupé les postes de premier ministre, chef de l'État, et chef du parti unique de l'époque, le Parti du programme socialiste birman. La démission de Ne Win lors des évènements de 1988 a été suivie par la prise de pouvoir par une junte militaire, le Conseil d'État pour la restauration de la loi et de l'ordre, qui a pris en 1997 le nom de Conseil d'État pour la paix et le développement. Le travail forcé est une pratique courante. Les organisations internationales des droits de l'homme classent la Birmanie parmi les pires pays du monde en matière de libertés publiques : la liberté de la presse et les droits de l'homme n'existent pas, le pouvoir judiciaire n'est pas indépendant de l'exécutif et les partis d'opposition sont interdits.
Le parti d'opposition mené par Aung San Suu Kyi (la Ligue nationale pour la démocratie ou LND) a remporté les élections législatives en mai 1990 avec près de 60 % de voix et 80 % des sièges en sa faveur, à la surprise de la junte militaire, qui espérait légitimer ainsi son pouvoir. Celle-ci a alors invalidé les élections. La LND lutte pour le retour de la démocratie dans le pays.
En 1996, l'affaire Nichols marque une nouvelle étape dans la dégradation de la situation des droits de l'homme et des relations de la Birmanie avec la communauté internationale. James Leander Nichols, proche d'Aung San Suu Kyi, était consul honoraire du Danemark, de la Finlande, de la Norvège et de la Suisse. Malgré les protestations de ces quatre États et de l'Union européenne, son arrestation arbitraire, sa détention dans de mauvaises conditions et sa mort en prison n'ont pas donné lieu à des réactions birmanes ; les autorités birmanes ont également refusé qu'il soit procédé à une autopsie indépendante,.
Membre de l'Association des nations de l'Asie du Sud-Est (ASEAN), la Birmanie aurait dû en exercer la présidence en 2006-2007, mais devant les pressions américaines et européennes dues au non-respect des droits de l'homme dans le pays, elle avait renoncé à ce droit au profit des Philippines.

#### Tensions autour des Rohingya
Au premier rang des violations des droits de l'homme vient la politique que la Birmanie mène, depuis plusieurs décennies, contre les Rohingya. Ceux-ci sont victimes d'une épuration ethnique. Ces musulmans birmans (environ 800'000) vivent dans le nord de l'État rakhine, principalement dans les townships (cantons) de Maungdaw et Buthidaung où ils constituaient 93 % de la population avant les événements de 2017. Entassés dans des camps, ils sont considérés comme des sous-citoyens. Depuis 2016, environ un million de musulmans birmans ont dû fuir au Bangladesh voisin, à la suite des assassinats de masse perpétrés par la junte militaire[réf. nécessaire], sans que la Prix Nobel de la Paix et premier ministre Aung San Suu Kyi s'élève contre ces exactions, ce qui a soulevé l'indignation de la communauté internationale qui s'était mobilisée pendant des années pour qu'elle retrouve la liberté.

### Place de l'armée
Après l'indépendance avec l'Angleterre, la Tatmadaw (l'armée nationale) était la seule institution assez forte pour imposer son autorité sur un pays divisé. Dotée d'un budget représentant environ 50 % du PNB et forte de 400 000 hommes, l'armée n'a pourtant pas d'ennemi extérieur déclaré, malgré des tensions récurrentes avec la Thaïlande, qui ont entraîné un certain nombre d'escarmouches à la frontière entre les deux pays. En plus de la protection extérieure, son rôle est de contrôler la population et elle participe à des missions de maintien de l'ordre et de répression, au même titre que la police.

### Opposition de et à Aung San Suu Kyi
Le 18 octobre 2004, le Premier ministre, le général Khin Nyunt, a été « autorisé à prendre sa retraite pour raisons de santé » et assigné à résidence. Il a été remplacé par Soe Win, un « dur » tenu pour responsable de l’embuscade contre le convoi d’Aung San Suu Kyi en mai 2003. Khin Nyunt premier ministre depuis août 2003, supervisait les services secrets birmans depuis plus de vingt ans et était considéré comme un modéré. Son opposant au sein de la junte, le général Maung Aye, réputé très dur, qui occupait jusqu'alors les fonctions de vice-président du Conseil d'État pour la paix et le développement, est également chef d'état-major. Il est en concurrence pour le pouvoir avec le général Than Shwe, président de la junte et commandant en chef des forces armées.
La junte a une position ambiguë envers l'opposante Aung San Suu Kyi, devenue très populaire dans le monde depuis qu'elle a obtenu le prix Nobel de la paix en 1991. Sa popularité et son statut de fille du héros national Aung San lui assurent une certaine protection, alors que la junte voudrait l'écarter définitivement de la course au pouvoir. C'est pourquoi, les autorités l'ont placée à plusieurs reprises en résidence surveillée. Le 4 mai 2009, l'Américain, John Yettaw (en), pénètre dans sa résidence en traversant un lac à la nage. Il est hébergé pendant deux jours par Aung San Suu Kyi, ce qui entraîne l'arrestation et le jugement de Yettaw et Aung San Suu Kyi. Celle-ci est condamnée le 11 août 2009 à 18 mois d'assignation à résidence. La peine initiale avait été réduite de moitié à la suite d'un décret de Than Shwe. Ce jugement, très controversé, la rendait inéligible pour les élections de 2010. Elle fut libérée le 13 novembre 2010, quelques jours après la tenue des élections.
Par ailleurs, la politique mise en place par les généraux occasionne des migrations massives de certaines minorités vers la Thaïlande, comme les Karens.

### Sanctions économiques
Les sanctions économiques prises en 2021 contre la Birmanie par la communauté internationale, dont les États-Unis, le Royaume-Uni, la Malaisie, le Canada et les pays de l'Union européenne, n'ont eu que peu d'effet sur le régime militaire. Cela est dû en grande partie à l'inventivité des collaborateurs de la junte, ainsi qu'à la volonté de nombreux pays asiatiques, soucieux de poursuivre les échanges économiques avec la Birmanie, ce qu'explique notamment les profits générés par les investissements dans l'extraction des ressources naturelles du pays. On peut cependant dire que ces sanctions ont eu pour effet de mettre au chômage plus de 100 000 personnes, du jour au lendemain, qui travaillaient auparavant dans les usines textiles qui commençaient à émerger dans le pays. Beaucoup des jeunes filles qui travaillaient dans ce secteur sont allées grossir les rangs des prostituées de la capitale. Les sanctions semblent donc plus contribuer à un appauvrissement de la population qu'à une démocratisation du pays[réf. nécessaire].
Dans cette logique de sanctions, on a entendu de nombreuses voix s'élever contre des sociétés comme Total qui investissent dans le pays, mais aussi contre les voyageurs qui alimentent l'industrie du tourisme. On estime que l'entrée de devises étrangères aide le gouvernement actuel et contribue à la généralisation du travail forcé.

### Constitution et élections
En 2008, la junte a lancé un référendum sur la mise en place d'une constitution, avec un objectif à terme de démocratiser la vie publique, via la mise en place d'élections législatives. Malgré les protestations de l'opposition appelant à rejeter le texte qu'elle considérait comme une mascarade, les résultats officiels du référendum permettent l'adoption de cette constitution, et des élections législatives se tiennent en 2012 et en 2015.
Les élections de 2015 voient la victoire éclatante du parti de Aung San Suu Kyi, la Ligue nationale pour la démocratie (LND) sur son principal opposant, représentant la junte, le Parti de l'union, de la solidarité et du développement (USDP) du président Thein Sein (lequel reste en place jusqu'à l'élection du président, agendées au début de 2016). Les résultats donnent la LND vainqueur, avec 60,3 % contre 4,9 % pour la Chambre haute (Amyotha Hluttaw, Chambre des Nationalités) et 58 % contre 6,8 % pour la Chambre basse (Pyithu Hluttaw, Chambre des Représentants).
La LND remporte aussi les élections aux deux Chambres des États (Pyi Ne) et des Régions (Taing Detha Gyi), avec 476 sièges, contre 73 à l'USDP.
Côté présidence, Aung San Suu Kyi ne pouvant être élue à ce poste en raison d'une règle sur mesure de la constitution de 2008, c'est la candidature d'un de ses proches, Htin Kyaw, qui est proposée au Parlement. Il est élu et succède à Thein Sein le 15 mars 2016. Le 6 avril, Aung San Suu Kyi devient, elle, « ministre du conseil d'État », nouvelle fonction qui s'apparente au rôle de premier ministre, tout en conservant les ministères des Affaires étrangères et de l'Éducation. Elle annonce alors une transition vers la démocratie.
La décision, votée par les deux chambres et signée par le président, de nommer Aung San Suu Kyi au poste de ministre du conseil d'État  a provoqué de vives protestations chez les représentants militaires, qui dénoncent une concentration des pouvoirs exécutif et législatif dans les mains d'une seule personne, en violation de l'article 11 de la constitution. En mars 2018, Htin Kyaw se retire pour raisons de santé ; le 30 mars 2018, lui succède le président de la chambre basse, Win Myint, âgé de 66 ans, membre de la LND, proche lui-aussi de Aung San Suu Kyi. Il déclare sa volonté « d'amender la constitution afin de construire une union démocratique fédérale » et Aung San lui exprime son soutien.
Les élections législatives de 2020 sont un nouveau triomphe pour la Ligue nationale pour la démocratie (LND) qui remporte 82% des sièges des deux assemblées (258 sièges), alors que le Parti de l'union, de la solidarité et du développement (USDP) n'en obtient au total que 6,4% (26 sièges). L'armée conteste ces résultats et demande, sans l'obtenir, à la commission électorale de recompter les voix. Elle finit par mener un coup d'État le 1er février 2021, la ramenant au pouvoir et mettant fin à dix ans de transition vers la démocratie.

## Économie
Le pays est très peu industrialisé, la population est essentiellement rurale (70,4 % selon le recensement en 2014). L'Organisation internationale du travail (OIT), dans son rapport de juillet 1998, décrit l'utilisation systématique par les militaires du travail forcé de la population civile. Depuis 2009, de nombreux Birmans ont été forcés à construire les pipelines qui transportent le pétrole et le gaz étrangers jusqu'en Chine.
La Birmanie produit des pierres précieuses comme le rubis, le saphir et le jade. Les rubis représentent la ressource la plus importante : 90 % des rubis du monde proviennent de ce pays dont les pierres rouges sont prisées pour leur pureté et leur teinte. La Thaïlande achète la plus grande partie des gemmes. La « Vallée des rubis » birmane, dans la région montagneuse de Mogok, à 200 km au nord de Mandalay, est réputée pour ses rares rubis « sang de pigeon » et ses saphirs bleus.
La Birmanie est aussi le pays qui produit le plus de jade dans le monde.
Selon l'ONG Global Witness, la production de cette pierre précieuse aurait généré 31 milliards de dollars en 2014, soit 48 % du PNB du pays, ce qui aurait dû favoriser le développement de l'État kachin où se trouvent les mines et enrichir le pays, mais elles sont aux mains d'une élite militaire proche de l'ancienne junte et de barons de la drogue qui détournent l'argent à leur profit et une partie importante du jade extrait passe clandestinement la frontière avec la Chine où ce minerai est particulièrement recherché. Son exploitation anarchique, peu contrôlée par le gouvernement, alimente le conflit armé entre la KIA et l'armée birmane et a entraîné une catastrophe écologique dans la région de Hpakant , où l'on compte près de 600 sociétés minières souvent dirigées par des Chinois et exploitées avec un matériel ultramoderne provenant de Chine . Les conditions d’extraction sont très dures, les compagnies minières employant de nombreux travailleurs illégaux. Les sites attirent également de nombreux travailleurs pauvres qui tentent de trouver des morceaux de jade aux abords des mines. Nombre de sociétés américaines et européennes de joaillerie comme Bulgari, Tiffany ou Cartier refusent d'importer ces pierres à cause des conditions de travail déplorables dans les mines. Des dizaines de personnes à la recherche du jade « oublié » par les exploitants meurent tous les mois dans les éboulements des mines à ciel ouvert de la région de Hpakant. Le 21 novembre 2015, plus d'une centaine de ces travailleurs pauvres sont tués par une montagne de remblais qui s'est effondrée, lors d'un glissement de terrain, sur les cabanes de fortune dans lesquelles ils dormaient ; une catastrophe plus grave encore se produit le 2 juillet 2020 à la mine de Wai Khar, dans la même région de Hpakant lorsqu'un glissement de terrain, provoqué par la mousson, entraîne un raz-de-marée dans un lac : plus de 170 "cueilleurs de jade", mineurs clandestins à la recherche de morceaux de pierre, sont tués, des dizaines blessés ou disparus,.
L'organisation Human Rights Watch encourage l'interdiction complète de l'achat de pierres précieuses birmanes dont la quasi-totalité des profits vont à la junte au pouvoir, la majorité de l'activité minière du pays étant gérée par le gouvernement. Le gouvernement birman contrôle le commerce des bijoux par une participation directe ou par des joint-ventures avec les propriétaires privés des mines
Sous le protectorat britannique, la Birmanie était le deuxième pays le plus riche du sud-est asiatique : c'était le plus gros exportateur de riz. Dans les années 1930, la production agricole s'est effondrée par suite de la chute des cours du riz, et il fallut des décennies pour qu'elle se redresse. La production d'opium est abondante et favorisée par le régime. Le pavot rapporte au pays davantage de devises que toutes les autres exportations réunies. Madeleine Allbright, secrétaire d'État américaine sous le mandat Clinton, déclarait, en 1997, que « L'argent de la drogue pollue toute l'activité économique de la Birmanie ». Le pays est considéré comme un des plus corrompus du monde (176e sur 178 dans l'indice de perception de la corruption 2010 de Transparency International).
La Birmanie a une petite production pétrolière à terre. C'est un vieux pays pétrolier : sous le Raj britannique, la Birmanie exportait du pétrole brut dès 1853, ce qui en fait l'un des plus vieux producteurs de pétrole au monde : elle assurait 75 % de la production mondiale d'alors. La Burmah Oil Company a été créée en 1896 pour l'exploration et la production pétrolières en Inde britannique. Principal actionnaire de la British Petroleum, qui n'avait pas d'activité aux Indes, la Burmah a limité ses activités à ce territoire. En mer, Total exploite le champ gazier de Yadana, dont la production alimente une centrale électrique à Rangoun, mais surtout va à la Thaïlande. Le marché birman étant limité, un accord de vente de gaz à la Thaïlande a été signé en 1995 : 80 % de la production sont acheminés vers la centrale électrique de Ratchaburi, située à l'ouest de Bangkok et les 20 % restants servent à la consommation intérieure birmane. Le gisement de gaz de Yadana (plus de 140 milliards de m3) est situé dans le golfe de Martaban, en mer d'Andaman, à plus de 300 km au large des côtes birmanes.
Malgré la persistance de violations répétées des droits de l'homme par la junte au pouvoir, la Birmanie
reste une destination touristique appréciée. Le nombre annuel de touristes ne dépasse cependant jamais 200 000, en majorité des Chinois et des Japonais.
L'opposition désapprouve le tourisme (et l'aide humanitaire) sous le prétexte qu'il représente un soutien financier très important de la dictature (ce qui est discutable comme cela est expliqué plus haut). Les grandes structures de ce secteur, tout comme le secteur bancaire, sont détenues par la junte et ses sympathisants. Mais il reste toujours possible pour les visiteurs de voyager de manière éthique et de faire en sorte que leur argent parvienne à la population locale (petits taxis, guesthouses, restaurants locaux, petits magasins, guides locaux, trajets en voiture, etc.).
La Birmanie vend gaz, électricité, bois et minerais à la Chine, la Thaïlande et la Corée du Sud, entre autres. La Chine, la Thaïlande et d'autres puissances asiatiques concurrentes y ont toutefois investi en masse pour exploiter ses ressources - pétrole, gaz, bois, minerais, pierres précieuses et hydroélectricité. Les investissements étrangers — plusieurs milliards d'euros par an — ont amoindri l'impact des sanctions économiques mais attisé les tensions dans les régions ethniques les plus abondantes en ressources. Le pays finance de vastes projets d'infrastructures, tandis que la population parvient tout juste à survivre. Pour écraser la résistance ethnique, l'armée a déplacé des milliers de villages - surtout là où se trouvent des ressources.
La Birmanie est également un pavillon de complaisance.
L'intensification du conflit armé à la suite du coup d’État de 2021 aggrave la situation économique et sociale du pays. Les combats ont provoqué les déplacements internes de centaines de milliers de personnes, avec des conséquences directes sur l’approvisionnement en nourriture et, singulièrement, la nutrition des enfants. Avant le coup d’État, 2,8 millions de personnes souffraient de carences alimentaires et plus de la moitié de la population ne pouvait disposer d’un régime alimentaire adéquat. Désormais, entre 1,5 million et 3,4 millions de personnes de plus pourraient basculer dans une situation d’insécurité alimentaire. Le taux de pauvreté devrait passer selon les projections de 30 % en 2020 à 60 % en 2022.
Le régime, sanctionné par les États-Unis et l'Union européenne, s'est tourné en 2022 vers la Russie pour s'approvisionner en armes et en pétrole. Un accord de coopération dans le nucléaire civil a aussi été signé. Il souhaite aussi que les investissements de compagnies russes compensent le départ des entreprises occidentales dans l'exploration pétrolière et la chimie.
En 2024, la Birmanie est classée en 125e position pour l'indice mondial de l'innovation.

## Démographie
Selon une estimation de juillet 2020, la Birmanie aurait 56 000 000 habitants, alors que les projections précédentes estimaient que la population du pays était plutôt de l'ordre de 60 millions d'habitants. Selon le ministère du travail le pays compterait en 2019 54 450 000 habitants de nationalité birmane.

### Données synthétiques
- indice de développement humain : 0,585 (2021) - Classé 149e[7]

Statistiques de The World Factbook, pour 2021[réf. nécessaire] :
- population : 0-14 ans: 25,97 % ; 15-24 ans : 14% ; +25-54 ans : 42,76% ; 55-64 ans : 8,22% ; =/+65 ans : 6,04 %.

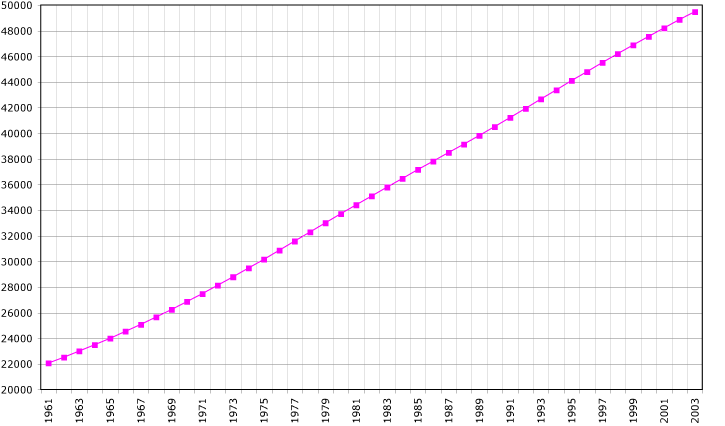
Évolution de la démographie entre 1961 et 2003 (chiffre de la FAO, 2005). Population en milliers d'habitants.

- taux de croissance de la population : 0,81 % ;
- taux de natalité : 16,65‰ ;
- taux de mortalité : 7,14 ‰ ;
- l'indice de fécondité est de 2,3 enfants par femme de 15 à 49 ans (2016)[104] ;
- taux de migration : - 01,38 ‰.

### Groupes et cultures ethniques
La Birmanie regroupe, en sus de la majorité birmane de souche, plus de 130 minorités ethniques avec leurs langues et leurs cultures propres. Elles forment près d'un tiers de la population et occupent plus de la moitié du territoire. Sept « races nationales » sont reconnues par le gouvernement : Shans, Môns, Karens, Karennis, Chins, Kachin (Jingpo), Arakanais (Rakhine). L’hétérogénéité de cette population est à l’origine des nombreux conflits intercommunautaires qu’a connus le pays, comme la répression infligée en 2012 à la minorité Rohingya , qui vit au nord de l'Arakan. Début 2014, des forces de police birmanes sont accusées d'avoir assassiné au moins 40 Rohingyas en réponse au meurtre d'un policier le 13 janvier 2014. Celle-ci n'a toujours pas récupéré la nationalité birmane dont elle a été privée en 1982.
Leur situation s'est dramatiquement aggravée en 2016 et 2017 : À la suite de l'attaque de postes-frontières par l'Armée du salut des Rohingya de l'Arakan (ARSA), l'armée déclenche de violentes représailles qui entraînent un exode massif des Rohingyas au Bangladesh. Fin 2017, selon un rapport de Médecins sans frontières, les autorités birmanes auraient tué 6 700 personnes de la communauté en août et septembre de la même année.

### Langues

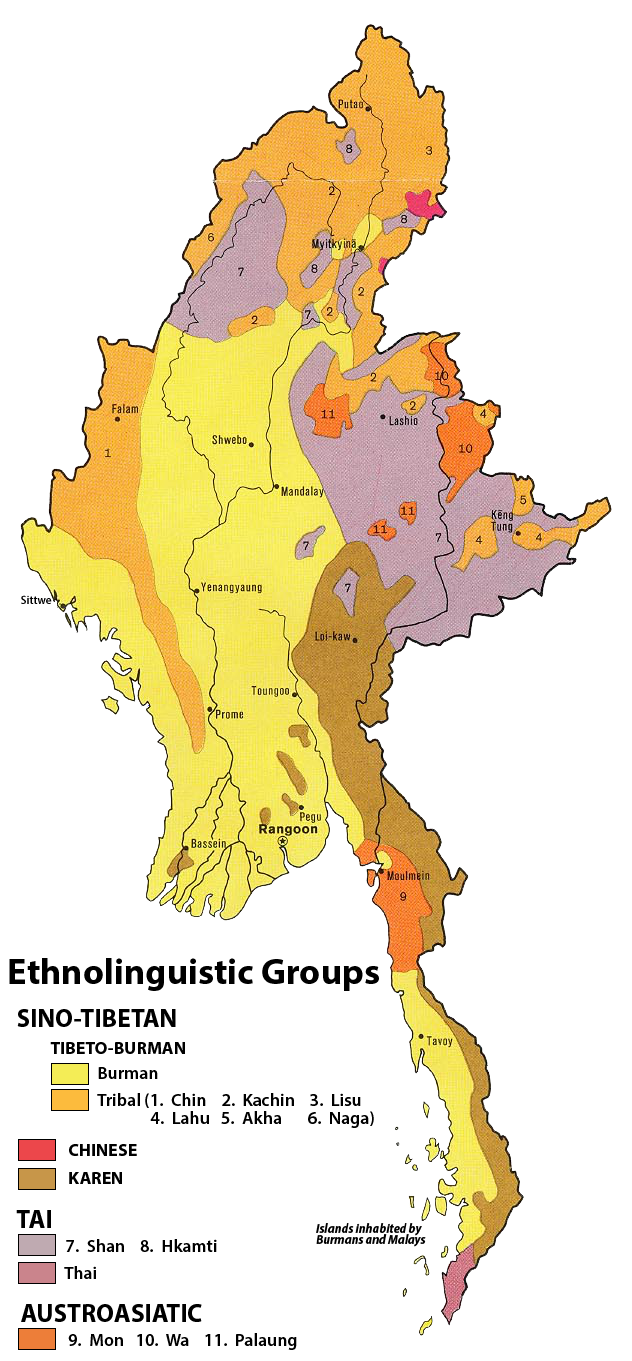
Langues en Birmanie

### Villes
Les aires urbaines les plus importantes de Birmanie sont dans l'ordre :
- Rangoun (Yangon), capitale économique et ancienne capitale : 8 571 870 hab. ;
- Mandalay : 2 442 763 hab. ;
- Nay Pyi Taw (Naypyidaw), capitale politique depuis novembre 2005 : 1 307 354 hab selon les autorités, quelques fonctionnaires selon The Guardians;
- Moulmein (Mawlamyine) : 520 087 hab.

## Société

### Éducation
Il existe trois types d'enseignement, public, privé et religieux, principalement bouddhiste. Le ministère de l'Éducation (celui des Affaires Religieuses pour les écoles monastiques et celui des Affaires Frontalières pour les régions des minorités ethniques non sécurisées) assure un enseignement officiellement gratuit et obligatoire de cinq ans pour des enfants de cinq à neuf ans en moyenne. L'enseignement secondaire dont l'entrée est soumis à un examen portant sur les matières fondamentales est constitué d'un premier degré de quatre ans ("middle school") et d'un second degré ("high school") de deux ans. À son terme la réussite au "matriculation exam" permet l'accès aux universités et instituts. L'année scolaire commence en juin et se termine en mars. L'enseignement supérieur dont les principaux établissements se trouvent à Rangoun, Mandalay et Taunggyi relève aussi pour l'essentiel du ministère de l'Éducation et regroupe universités et instituts, équivalents des grandes écoles françaises. Leur accès se fait sur dossier, en fonction des notes obtenues au "matriculation exam". Les études sont organisées selon le système anglo-saxon, licence, master, doctorat. Un enseignement à distance existe depuis 1992. L'Institut français de Birmanie (IFB), ancienne Alliance française, est situé à Rangoun.
La plupart des universités fermées et/ou déplacées en banlieue en décembre 1996 pour des raisons de sécurité ont rouvert leurs portes. Mais le système scolaire à tous les niveaux reste gravement défaillant, du fait de la situation socio-économique du pays, d'un financement insuffisant (1,93 % du PIB en 2019)), de l'insuffisance de formation des enseignants et d'une corruption endémique. La scolarisation s'est indéniablement améliorée entre 2010 et 2014, le nombre d'enfants non scolarisés étant passé selon l'Unesco de 649 341 à 284 278, mais, à cette même date, un enfant sur cinq travaille encore au lieu d'aller à l'école, soit 1 700 000 jeunes; bien des familles n'ont pas les moyens de payer les fournitures scolaires et les uniformes qui sont à leur charge cependant que les écoles doivent faire appel à des donations pour se pourvoir en matériel indispensable ; quant aux salaires des enseignants, ils sont dérisoires. Selon l'UNICEF, en 2010, seulement 28 % des enfants des familles les plus pauvres étaient scolarisés.
La nécessité de réformer le système éducatif est souligné par Aung San Suu Kyi, conseillère d'État, qui a signé la préface du Plan Stratégique de l'Éducation (NESP). Ce programme ambitieux, élaboré pendant plus de trois ans avec l'aide de donateurs et de conseillers étrangers et présenté fin février 2017, concerne la période 2016-2021. Il envisage de profondes transformations pour atteindre un niveau proche des systèmes éducatifs des pays de l'Asean : porter de 11 à 13 ans l'enseignement de base en développant en particulier la prise en charge de la petite enfance, modifier les programmes et les méthodes de manière à favoriser l'initiative et l'ouverture d'esprit des élèves alors qu'aujourd'hui le "par cœur" règne en maître, rendre efficaces l'enseignement et la formation professionnels, ouvrant sur des emplois qualifiés en phase avec le progrès économique du pays.

### Religion

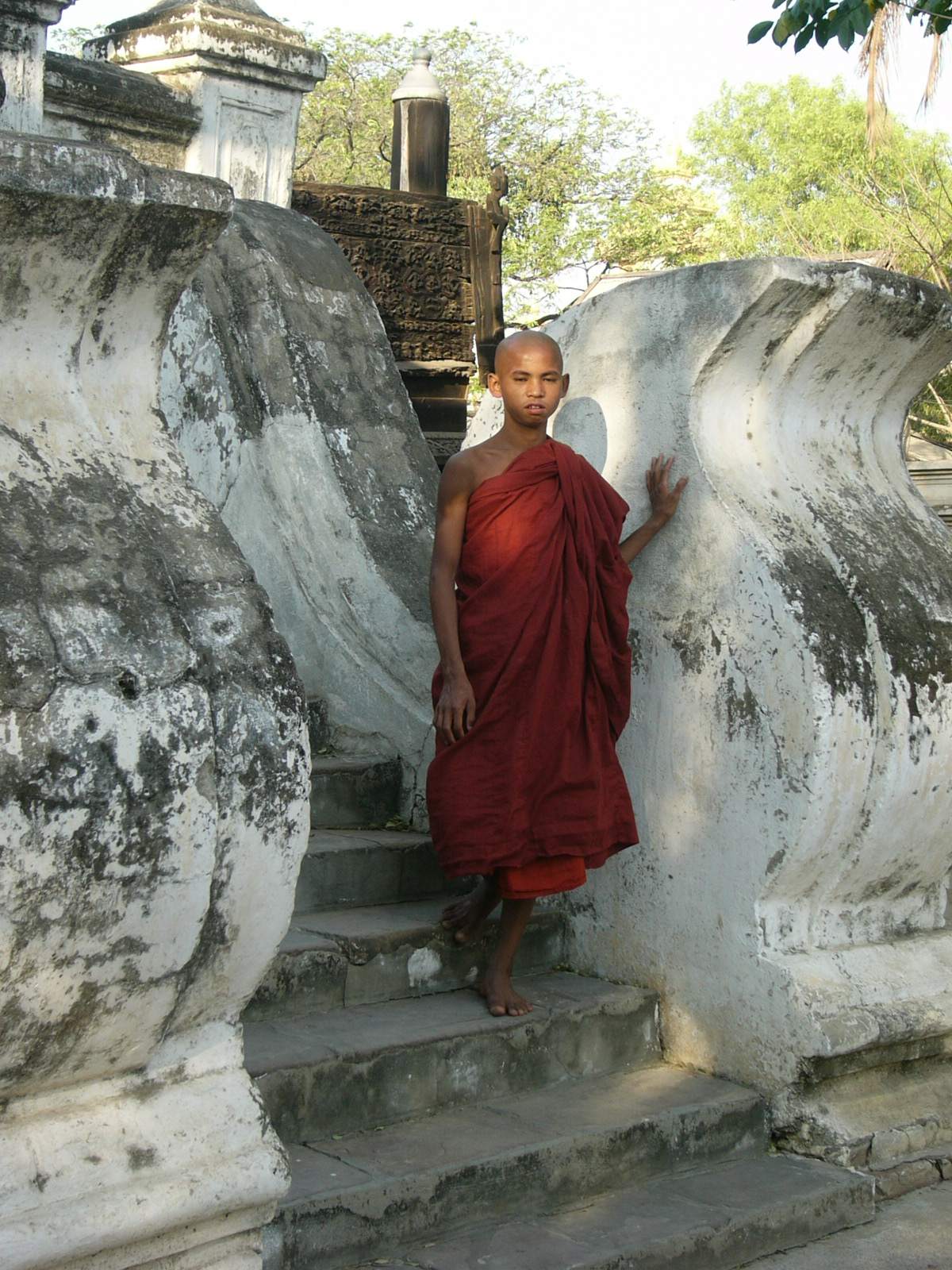
Les membres du Sangha bouddhiste sont vénérés à travers l'ensemble de la Birmanie.

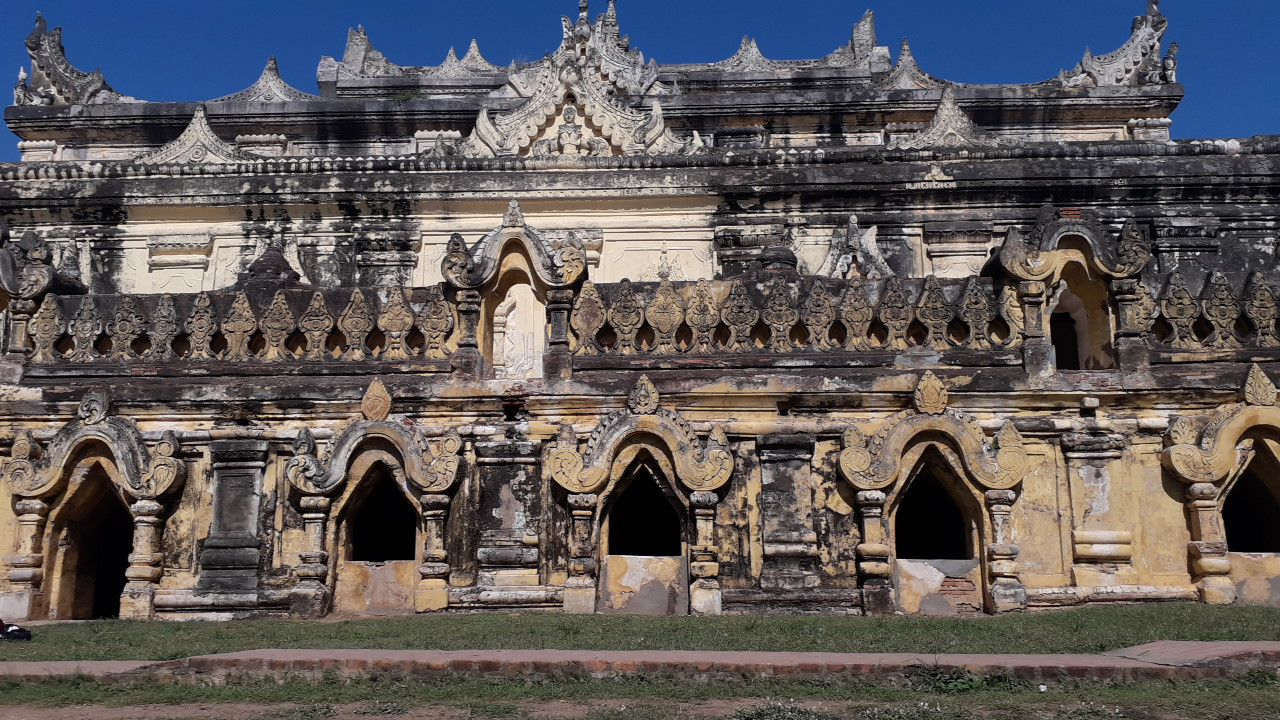
Monastère d'Innwa.

Le bouddhisme en Birmanie est d'une manière prédominante de la tradition Theravāda mêlé avec les convictions locales. Selon le recensement de 2014 effectué par le gouvernement sous l'égide des Nations unies, il est pratiqué par près de 88 % de la population, surtout parmi les Bamar, Rakhine, Shan, Mon, et Chinois. Le bouddhisme Theravada fut introduit en Birmanie par des envoyés du roi Ashoka, au IIIe siècle av. J.-C. Le Mahayana, lui, n'apparut que dix siècles plus tard, dans les régions proches de la frontière chinoise, bientôt suivi par le Vajrayana. Les trois écoles coexistèrent jusque sous le règne du roi Anawrahta (XIe siècle), qui opta pour le Theravada et essaya de la restaurer dans sa pureté originelle. Il voulut, par exemple, interdire le culte des nats mais se rendant compte que les Birmans n'étaient pas prêts à abandonner cette croyance et risquaient dès lors de se détourner du bouddhisme, il autorisa la présence des nats dans les sanctuaires - pour autant que la prééminence du Bouddha soit maintenue. L'originalité du bouddhisme birman réside justement dans la manière dont il a assimilé les croyances populaires relatives aux esprits. Aujourd'hui, 85 % de la population pratiquent un bouddhisme theravada dans lequel les influences animiste, tantrique, hindouiste et mahayaniste se font toujours fortement sentir. La pagode Shwedagon (« dragon d'or » en birman), édifiée entre le VIe et le Xe siècle, est l'un des principaux temples de Birmanie.
Le christianisme est pratiqué par 6 % de la population, principalement parmi les minorités ethniques, Chin, Kachin, Menton, Kayin ainsi que par les Eurasiens. L'État Chin compte 85,9 % de chrétiens. Environ quatre cinquièmes des chrétiens du pays sont protestants. La Convention baptiste du Myanmar est fondée en 1865 . En 2017, elle compterait 5 126 églises et 999 316 membres . Les catholiques romains ainsi que la communauté apolitique des témoins de Jéhovah (neutre sur le plan politique) arrivée sur le territoire en 1914 forment le reste.
L’islam, principalement sunnite, est pratiqué par un peu plus de 4 % de la population, ce qui contredit les affirmations du Ma Ba Tha, groupe de moines bouddhistes extrémistes, l'un d'eux, Ashin Sopaka, prétendant que leur proportion s'élevait à 22 %. Les musulmans sont divisés en Indiens, Indo-Birmans, Persans, Arabes, Panthays et Rohingya.
L’hindouisme est principalement pratiqué par les Indiens birmans.
Les populations musulmanes font face à la persécution religieuse. Le gouvernement militaire a révoqué la citoyenneté des musulmans Rohingya de Rakhine Septentrional et d'autres populations de minorité musulmanes ont été attaquées. De telles persécutions ciblant des civils sont particulièrement notables en Birmanie de l’est, où plus de 3 000 villages ont été détruits ces dix dernières années.
Depuis le 5 septembre 2007, où des moines bouddhistes ont été frappés par des miliciens de la junte birmane lors d'une manifestation à Pakokku, à 500 kilomètres au nord de Rangoun, un mouvement de protestation des bonzes s’est développé à travers toute la Birmanie. Ce mouvement fait suite à des manifestations organisées depuis le 19 août 2007 à Rangoun pour protester contre l'augmentation massive des prix des carburants et des transports en commun. Lancé par des membres de 
l'opposition de la Ligue nationale pour la démocratie, il est dirigé par Aung San Suu Kyi,.
Depuis 2016 les persécutions et violences envers les minorités Rohingya sont en augmentation. Des centaines de milliers de personnes se réfugient au Bangladesh.

### Presse
La presse en Birmanie :
- The New Light of Myanmar, journal officiel de la junte militaire, quotidien
- The Myanmar Times, hebdomadaire en birman et anglais
- Yadanabon, journal quotidien basé à Mandalay. Éditeur : Gouvernement de la Birmanie[128]

### Arts

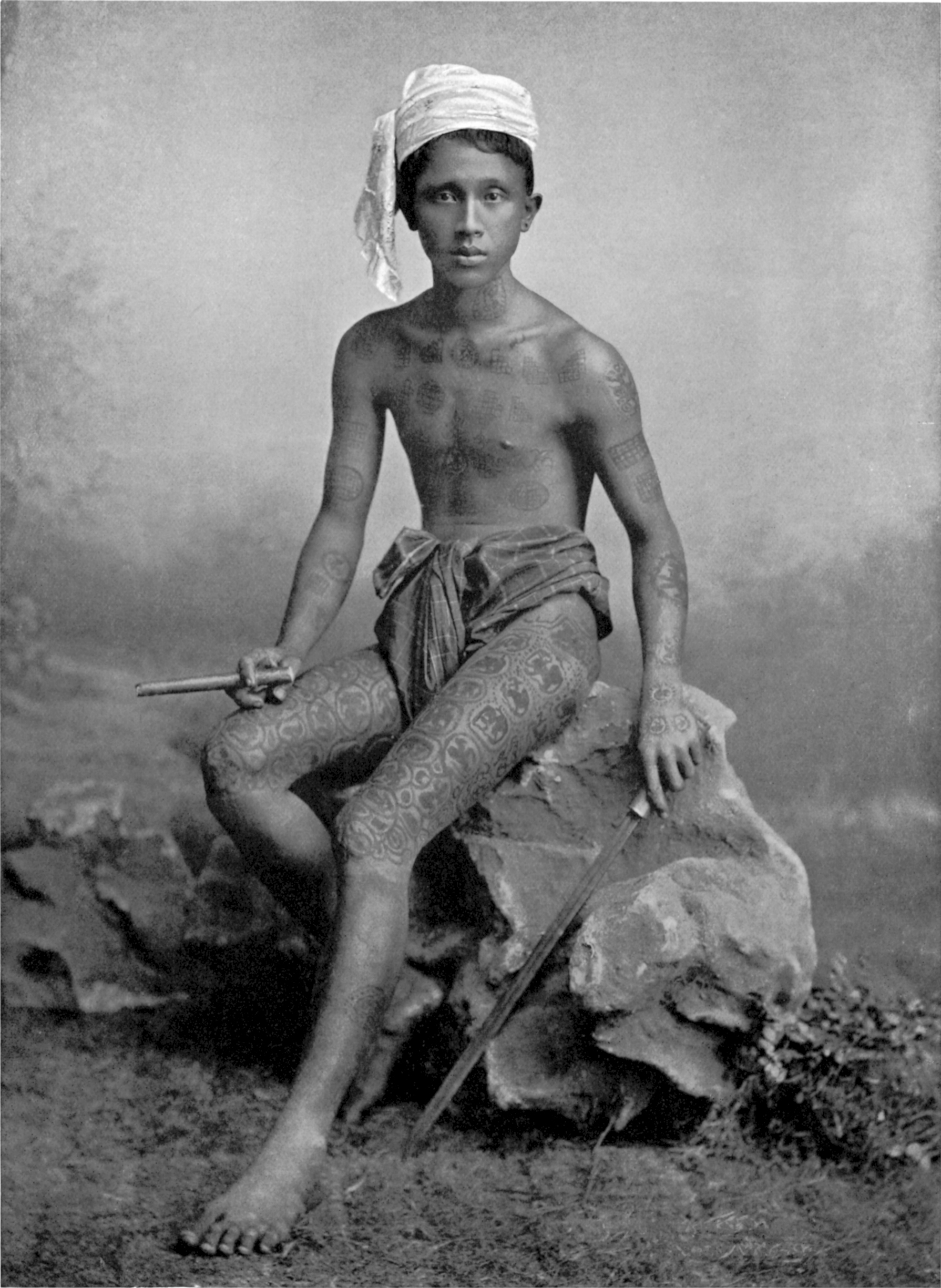
Tatouage birman, 1912.

Les manuscrits laqués et enluminés produits par les moines entre les XVIIe et XIXe siècles sont un des plus beaux témoignages de la culture birmane. Une trentaine d’entre eux, conservés par le musée des arts asiatiques Guimet, ont donné lieu à une exposition du 19 octobre 2011 au 23 janvier 2012.

#### Musique
La musique traditionnelle birmane est un métissage entre la musique chinoise, indienne et thaïlandaise étant donné la situation enclavée de la Birmanie.
Dans ces dernières années, la musique moderne s'est très fortement rapprochée des styles occidentaux.

#### Littérature
La littérature birmane commence à se développer au XIIe siècle, au contact des cultures Pali, Môn et Thaï, puis occidentale après le rattachement du pays à l'Empire britannique.

#### Dans les arts

##### Bande dessinée
- Philippe Francq et Jean Van Hamme, série Largo Winch tomes 7 et 8 La Forteresse de Makiling / L'Heure du Tigre, éd. Dupuis, 1996  (ISBN 2-8001-2307-9 et 2-8001-2444-X)
- Guy Delisle, Chroniques birmanes, éd. Delcourt, 2007  (ISBN 2-7560-0933-4)
- Olivier Ferra, Karennis, comme des ombres sur la terre (Tome 1), éd. La Fourmilière BD, 2008  (ISBN 2-9529797-5-8)
- Sophie Ansel et Sam Garcia, Lunes birmanes, éd. Delcourt, 2012  (ISBN 2-7560-2099-0)
- Collectif (sous la direction de Frédéric Debomy), Birmanie, de la dictature à la démocratie?, éd. Cambourakis, 2014.  (ISBN 9782366240009)
- Frédéric Debomy et Benoît Guillaume et Sylvain Victor, Sur le fil, dix ans d'engagement pour la Birmanie, éd. Cambourakis, 2016  (ISBN 9782366241990)
- Frédéric Debomy et Benoît Guillaume, Birmanie, fragments d'une réalité, éd. Cambourakis, 2016  (ISBN 978-2-36624-188-4)
- Frédéric Debomy et Benoît Guillaume, Aung San Suu Kyi, Rohingya et extrémistes bouddhistes, éd. Massot, 2020  (ISBN 9782380352368)

##### Littérature
- Joseph Kessel, La Vallée des rubis, éd. Gallimard, 1955  (ISBN 2-07-038846-8)
- Christophe Masson, A l'ombre du banian, éd. Baudelaire, 2013  (ISBN 979-1020301352)
- Christophe Ono-dit-Biot, Birmane, éd. Plon, 2007  (ISBN 2-266-21950-2), Prix Interallié 2007
- Karen Connelly, La Cage aux lézards, éd. Buchet-Chastel, 2007  (ISBN 978-2-283-02218-4), puis éd. J'ai lu  (ISBN 978-2-290-01828-6)
- Sébastien Ortiz, Portraits birmans, Arléa, 2012  (ISBN 978-2-86959-976-5)
- George Orwell, Une histoire birmane, éd. Champ Libre, 1934  (ISBN 2-85184-151-3)

##### Cinéma
- Le Pont de la rivière Kwaï, film de guerre britannico-américain réalisé par David Lean (1957), dont l'action se déroule dans un camp de prisonniers de guerre japonais en Birmanie.
- Rangoon de John Boorman (1995) avec Patricia Arquette.
- John Rambo (2008), quatrième film de la populaire série, se déroule principalement en Birmanie. Les violations des droits de l'homme par la dictature militaire y sont explicitement exposées.
- Burma VJ de Anders Østergaard (2009), est un film documentaire sur la révolution de safran mêlant des images tournées clandestinement par des journalistes birmans pendant les faits, et des scènes reconstituées.
- The Lady[130] de Luc Besson (2011) est consacré à la vie politique et familiale d'Aung San Suu Kyi.
- Le Vénérable W., documentaire franco-suisse réalisé par Barbet Schroeder, sorti en 2017, portrait et interview du moine bouddhiste Ashin Wirathu, connu pour ses positions politiques et ses prêches contre les musulmans.

La Birmanie dans les séries :
- The Philanthropist, saison 1, épisode 2, 2009. L'action se déroule en Birmanie et expose elle aussi le caractère dictatorial du pouvoir et les violations des droits de l'homme.

##### Musique
- Les Me N Ma Girls est un girl group birman. Le groupe a été créé en 2010.

### Vidéographie
- À la recherche de l'or vert. Birmanie : le sortilège du jade, Catherine Bloch, Galaxie Presse, France 2, Envoyé spécial, 2005